# Sagwand Spitze
Sagwand Spitze är ett berg i Österrike.   Det ligger i distriktet Innsbruck-Land och förbundslandet Tyrolen, i den västra delen av landet, 400 km väster om huvudstaden Wien. Toppen på Sagwand Spitze är 3 227 meter över havet, eller 105 meter över den omgivande terrängen. Bredden vid basen är 0,53 km.
Terrängen runt Sagwand Spitze är huvudsakligen bergig. Runt Sagwand Spitze är det ganska glesbefolkat, med 26 invånare per kvadratkilometer.. Närmaste större samhälle är Steinach am Brenner, 13,8 km nordväst om Sagwand Spitze. 
Trakten runt Sagwand Spitze består i huvudsak av gräsmarker.